# Royal Rumble 2021
Royal Rumble 2021 è stata la trentaquattresima edizione dell'omonimo pay-per-view di wrestling prodotto dalla WWE. L'evento si è svolto il 31 gennaio 2021 al Tropicana Field di Saint Petersburg (Florida).
A causa della pandemia di COVID-19, l'evento si è svolto con la sola presenza del personale autorizzato. L'evento è stato trasmesso inoltre dal Tropicana Field, dove, tramite una serie di pannelli a LED intorno all'arena, i fan da tutto il mondo hanno potuto assistere in diretta all'evento tramite collegamento remoto.

## Storyline
Come ogni anno avrà luogo il Royal Rumble match, il cui vincitore avrà un incontro a WrestleMania 37 per il WWE Championship o lo Universal Championship); inoltre, come accaduto nella precedente edizione, vi sarà anche l'omonimo match in versione femminile, la cui vincitrice avrà un incontro a WrestleMania 37 con in palio il Raw Women's Championship o lo SmackDown Women's Championship.
Nella puntata di SmackDown del 6 novembre 2020 Kevin Owens fu sconfitto da Jey Uso a causa della distrazione di Roman Reigns, detentore dello Universal Championship. Successivamente, nella puntata di SmackDown del 27 novembre, Owens sconfisse Jey per squalifica dopo che fu brutalmente colpito con una sedia da Uso, il quale poi fu a sua volta brutalmente attaccato da Owens, il quale ha pubblicamente sfidato Roman Reigns. Nella puntata di SmackDown del 4 dicembre Owens e Reigns ebbero un confronto, con il primo lo ha sfidato ad un Tables, Ladders and Chairs match titolato per l'omonimo pay-per-view. A TLC, Reigns difese con successo il titolo. Nella puntata di SmackDown del 25 dicembre 2020, Owens affrontò nuovamente Reigns con in palio il titolo in uno Steel Cage match ma fu sconfitto a causa dell'intervento di Jey Uso. Nella puntata di SmackDown dell'8 gennaio 2021 Adam Pearce, official WWE, fu forzato da Reigns a partecipare al Gauntlet match per determinare lo sfidante allo Universal Championship, dove Pearce eliminò per ultimo Shinsuke Nakamura dopo che quest'ultimo (e lo stesso Pearce) furono brutalmente attaccati da Jey Uso e Reigns. Di conseguenza, Pearce diventò lo sfidante al titolo, salvo poi farsi sostituire da Kevin Owens la settimana successiva, in quanto impossibilitato dai medici a combattere a causa di un infortunio al ginocchio (kayfabe). I due si affronteranno in un Last Man Standing match titolato.
Nella puntata speciale Raw Legends Night del 4 gennaio 2021 Drew McIntyre difese con successo il WWE Championship contro Keith Lee; a match concluso, Goldberg fece il suo ritorno sfidando pubblicamente il campione con in palio il titolo. McIntyre, in seguito, risultato positivo al COVID-19, risultando inattivo e asintomatico, ha comunque accettato la sfida.
Nelle puntate di Raw del 23 e 30 novembre 2020 la Raw Women's Champion Asuka e Lana sconfissero le Women's Tag Team Champions Nia Jax e Shayna Baszler in match non titolati. Un match valevole per il titolo di coppia fu annunciato per TLC. Nella puntata di Raw del 14 dicembre Lana batté Nia Jax, ma poco dopo fu brutalmente attaccata da quest'ultima e Shayna Baszler, venendo infortunata (kayfabe). Asuka fu costretta a trovare un'altra partner. A TLC, Charlotte Flair fece ritorno dopo sei mesi e vinsero i titoli.. Un rematch titolato tra i due team fu annunciato per Royal Rumble. L'incontro venne poi annunciato come parte del Kick-off dell'evento.
Il 25 ottobre, a Hell in a Cell, Sasha Banks sconfisse Bayley in un Hell in a Cell match conquistando lo SmackDown Women's Championship. Nella puntata di SmackDown del 6 novembre Banks, difese con successo il titolo nella rivincita titolata, ma poco dopo fu brutalmente attaccata dalla rientrante Carmella. Le due si attaccarono per diverse settimane, fino alla puntata di SmackDown del 4 dicembre dove la campionessa la sfidò in un match titolato a TLC. Nella puntata di SmackDown dell'11 dicembre, le due si affrontarono e a vincere fu la sfidante, ma solo per squalifica. A TLC, poi, Banks difese con successo il titolo. In seguito, Carmella schienò la campionessa in un match di coppia, ottenendo dunque una chance titolata per Royal Rumble.

## Risultati
| #       | Match                                                                  | Stipulazioni                                              | Durata |
| ------- | ---------------------------------------------------------------------- | --------------------------------------------------------- | ------ |
| Kickoff | Nia Jax e Shayna Baszler hanno sconfitto Asuka e Charlotte Flair (c)   | Tag team match per il WWE Women's Tag Team Championship   | 10:30  |
| 1       | Drew McIntyre (c) ha sconfitto Goldberg                                | Single match per il WWE Championship                      | 2:30   |
| 2       | Sasha Banks (c) ha sconfitto Carmella (con Reginald) per sottomissione | Single match per il WWE SmackDown Women's Championship    | 10:25  |
| 3       | Bianca Belair ha vinto eliminando per ultima Rhea Ripley               | 30-woman royal rumble match                               | 58:50  |
| 4       | Roman Reigns (c) (con Paul Heyman) ha sconfitto Kevin Owens            | Last man standing match per il WWE Universal Championship | 24:54  |
| 5       | Edge ha vinto eliminando per ultimo Randy Orton                        | 30-man royal rumble match                                 | 58:30  |

## Royal rumble match

### Femminile
– Wrestler di Raw
     – Wrestler di SmackDown
     – Wrestler di NXT

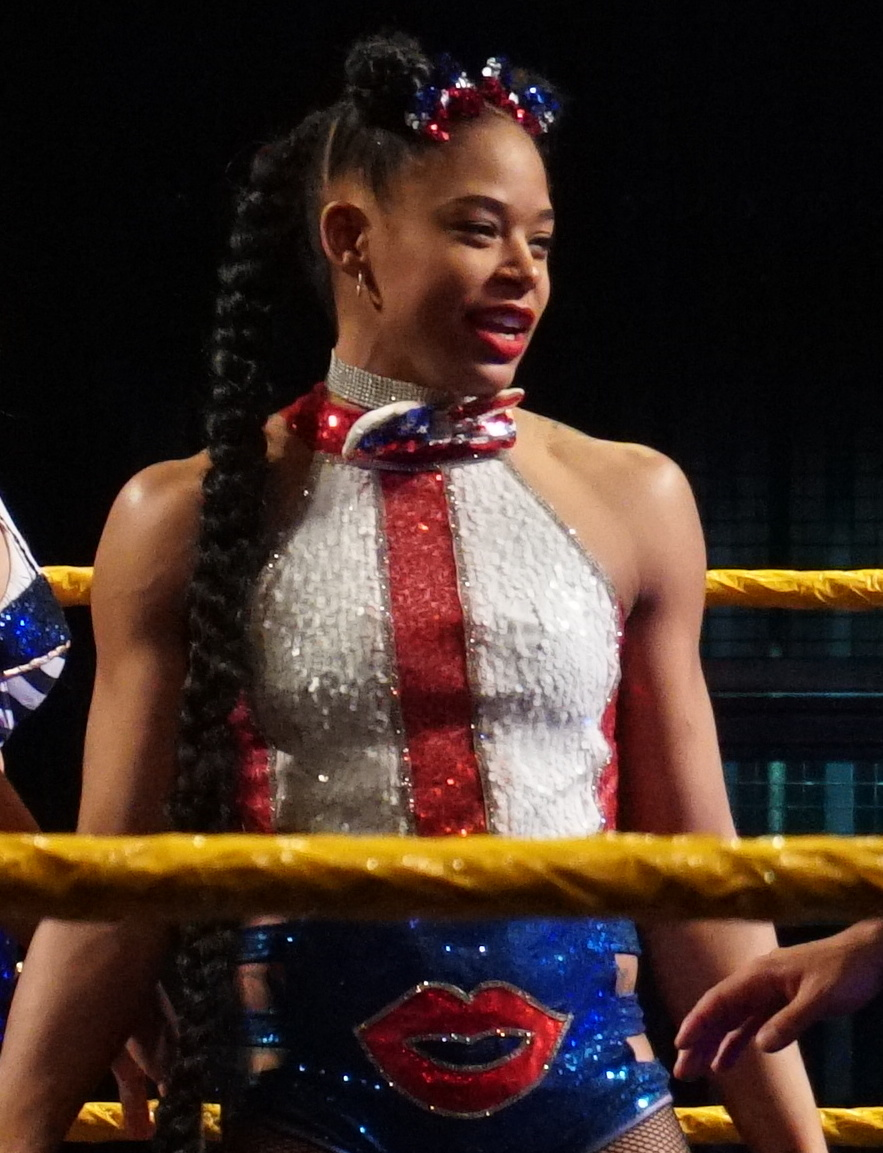
Bianca Belair, vincitrice del Royal Rumble match femminile

     – Wrestler non affiliata
     – Vincitrice
| #   | Superstar         | Ordine | Eliminato da                | Tempo | N° eliminazioni |
| --- | ----------------- | ------ | --------------------------- | ----- | --------------- |
| 1ª  | Bayley            | 12ª    | Bianca Belair               | 29:08 | 1               |
| 2ª  | Naomi             | 22ª    | Nia Jax e Shayna Baszler    | 47:39 | 0               |
| 3ª  | Bianca Belair     | —      | Vincitrice                  | 56:49 | 4               |
| 4ª  | Billie Kay        | 3ª     | Liv Morgan e Ruby Riott     | 8:11  | 1               |
| 5ª  | Shotzi Blackheart | 1ª     | Shayna Baszler              | 3:44  | 0               |
| 6ª  | Shayna Baszler    | 24ª    | Nia Jax                     | 41:46 | 6               |
| 7ª  | Toni Storm        | 4ª     | Rhea Ripley                 | 11:21 | 0               |
| 8ª  | Jillian Hall      | 2ª     | Billie Kay                  | 8:03  | 0               |
| 9ª  | Ruby Riott        | 7ª     | Bayley                      | 10:53 | 1               |
| 10ª | Victoria          | 5ª     | Shayna Baszler              | 7:15  | 0               |
| 11ª | Peyton Royce      | 10ª    | Charlotte Flair             | 13:40 | 1               |
| 12ª | Santana Garrett   | 6ª     | Rhea Ripley                 | 4:32  | 0               |
| 13ª | Liv Morgan        | 8ª     | Peyton Royce                | 6:37  | 1               |
| 14ª | Rhea Ripley       | 29ª    | Bianca Belair               | 39:06 | 7               |
| 15ª | Charlotte Flair   | 28ª    | Bianca Belair e Rhea Ripley | 33:47 | 1               |
| 16ª | Dana Brooke       | 9ª     | Rhea Ripley                 | 2:58  | 0               |
| 17ª | Torrie Wilson     | 11ª    | Shayna Baszler              | 3:59  | 0               |
| 18ª | Lacey Evans       | 20ª    | Shayna Baszler              | 19:21 | 1               |
| 19ª | Mickie James      | 14ª    | Lacey Evans                 | 7:20  | 0               |
| 20ª | Nikki Cross       | 17ª    | Carmella                    | 7:37  | 0               |
| 21ª | Alicia Fox        | 13ª    | Mandy Rose                  | 1:48  | 0               |
| 22ª | Mandy Rose        | 16ª    | Rhea Ripley                 | 3:49  | 1               |
| 23ª | Dakota Kai        | 15ª    | Rhea Ripley                 | 2:06  | 0               |
| 24ª | Carmella          | 18ª    | Tamina                      | 0:47  | 1               |
| 25ª | Tamina            | 23ª    | Nia Jax e Shayna Baszler    | 8:31  | 1               |
| 26ª | Lana              | 26ª    | Natalya                     | 9:58  | 1               |
| 27ª | Alexa Bliss       | 19ª    | Rhea Ripley                 | 1:02  | 0               |
| 28ª | Ember Moon        | 21ª    | Nia Jax                     | 1:51  | 0               |
| 29ª | Nia Jax           | 25ª    | Lana                        | 2:44  | 4               |
| 30ª | Natalya           | 27ª    | Bianca Belair               | 2:00  | 1               |

### Maschile
– Wrestler di Raw
     – Wrestler di SmackDown
     – Wrestler di NXT

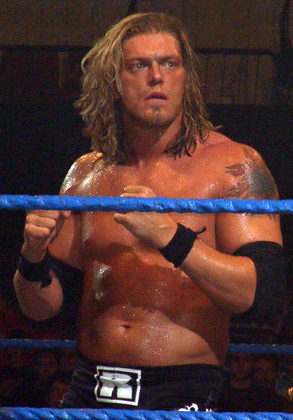
Edge, vincitore del Royal Rumble match maschile

     – Wrestler non affiliato
     – Vincitore
| #   | Superstar         | Ordine | Eliminato da                            | Tempo | N° eliminazioni |
| --- | ----------------- | ------ | --------------------------------------- | ----- | --------------- |
| 1º  | Edge              | —      | Vincitore                               | 58:28 | 3               |
| 2º  | Randy Orton       | 29º    | Edge                                    | 58:28 | 0               |
| 3º  | Sami Zayn         | 2º     | Big E                                   | 13:04 | 0               |
| 4º  | Mustafa Ali       | 4º     | Big E                                   | 13:18 | 1               |
| 5º  | Jeff Hardy        | 1º     | Dolph Ziggler                           | 3:25  | 0               |
| 6º  | Dolph Ziggler     | 9º     | Kane                                    | 20:30 | 1               |
| 7º  | Shinsuke Nakamura | 12º    | King Corbin                             | 22:01 | 0               |
| 8º  | Carlito           | 5º     | Elias                                   | 8:26  | 0               |
| 9º  | Xavier Woods      | 3º     | Mustafa Ali                             | 3:42  | 0               |
| 10º | Big E             | 19º    | Omos                                    | 29:45 | 4               |
| 11º | John Morrison     | 8º     | Damian Priest                           | 8:14  | 0               |
| 12º | Ricochet          | 10º    | Kane                                    | 11:37 | 0               |
| 13º | Elias             | 6º     | Damian Priest                           | 2:30  | 1               |
| 14º | Damian Priest     | 16º    | Bobby Lashley                           | 15:34 | 4               |
| 15º | The Miz           | 7º     | Damian Priest                           | 1:02  | 0               |
| 16º | Riddle            | 25º    | Seth Rollins                            | 31:17 | 1               |
| 17º | Daniel Bryan      | 24º    | Seth Rollins                            | 28:50 | 1               |
| 18º | Kane              | 11º    | Damian Priest                           | 1:51  | 2               |
| 19º | King Corbin       | 14º    | Dominik Mysterio                        | 3:34  | 2               |
| 20º | Otis              | 13º    | King Corbin                             | 0:53  | 0               |
| 21º | Dominik Mysterio  | 15º    | Bobby Lashley                           | 2:00  | 1               |
| 22º | Bobby Lashley     | 18º    | Big E, Christian, Daniel Bryan e Riddle | 4:03  | 3               |
| 23º | The Hurricane     | 17º    | Big E e Bobby Lashley                   | 0:30  | 0               |
| 24º | Christian         | 26º    | Braun Strowman e Seth Rollins           | 18:12 | 1               |
| 25º | AJ Styles         | 23º    | Braun Strowman                          | 10:27 | 0               |
| 26º | Rey Mysterio      | 20º    | Omos                                    | 3:47  | 0               |
| 27º | Sheamus           | 22º    | Braun Strowman                          | 5:56  | 0               |
| 28º | Cesaro            | 21º    | Braun Strowman                          | 4:10  | 0               |
| 29º | Seth Rollins      | 28º    | Edge                                    | 8:48  | 4               |
| 30º | Braun Strowman    | 27º    | Edge e Seth Rollins                     | 7:24  | 4               |